# 伯努利分布

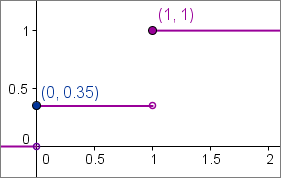
伯努利分布的图像表示

伯努利分布（英語：Bernoulli distribution），又名两点分布或者0-1分布，是一個離散型概率分布，為紀念瑞士科學家雅各布·伯努利而命名。若伯努利試驗成功，則伯努利隨机變取值為1。若伯努利試驗失敗，則伯努利隨机變取值為0。記其成功概率為{\displaystyle p(0\leq p\leq 1)}，失敗率為{\displaystyle q=1-p}。則
- 其概率質量函數為：
  - {\displaystyle f_{X}(x)=p^{x}(1-p)^{1-x}=\left\{{\begin{matrix}p&{\mbox{if }}x=1,\\q\ &{\mbox{if }}x=0.\\\end{matrix}}\right.}
- 其期望值為：
  - {\displaystyle \operatorname {E} [X]=\sum _{i=0}^{1}x_{i}f_{X}(x)=0+p=p}
- 其方差為：
  - {\displaystyle \operatorname {Var} [X]=\sum _{i=0}^{1}(x_{i}-\operatorname {E} [X])^{2}f_{X}(x)=(0-p)^{2}(1-p)+(1-p)^{2}p=p(1-p)=pq}